# Щербань Михайло Федорович
Михайло Федорович Щербань (листопад 1905, місто Кролевець, тепер Сумської області — 28 серпня 1976, місто Дніпропетровськ, тепер Дніпро) — український радянський партійний діяч, 1-й секретар Дніпропетровського міськкому КПУ, секретар Дніпропетровського обкому КПУ. Кандидат у члени ЦК КПУ у вересні 1952 — березні 1954 р.

## Біографія
Народився в родині робітника. Трудову діяльність розпочав у 1917 році у місті Петрограді. Потім працював робітником Катеринославського чавуноливарного заводу та на залізниці.
Член РКП(б) з 1924 року.
У 1924—1926 роках — секретар комітету комсомолу Катеринославського заводу імені Леніна; завідувач відділу Кайдацького районного комітету комсомолу на Катеринославщині.
У 1926—1932 роках — на різних інженерно-технічних посадах на Дніпропетровському трубопрокатному заводі імені Леніна та металургійному заводі імені Петровського.
У 1932—1934 роках — інструктор, завідувач промислового сектору Дніпропетровського обласного комітету КП(б)У.
У 1937 році закінчив Дніпропетровський металургійний інститут.
У 1937—1939 роках — майстер, начальник цеху Дніпропетровського трубопрокатного заводу імені Леніна.
У 1939—1941 роках — головний інженер, директор Маріупольського трубопрокатного заводу імені Куйбишева Сталінської області.
Під час німецько-радянської війни разом із заводом у 1941 року був евакуйований у місто Челябінськ. У 1942—1944 роках — перший директор Челябінського трубопрокатного заводу (ЧТПЗ).
У 1944—1947 роках — заступник директора Дніпропетровського трубопрокатного заводу імені Леніна.
У 1947—1952 роках — партійний організатор ЦК ВКП(б) Дніпропетровського металургійного заводу імені Петровського.
У червні 1952 — грудні 1953 року — 1-й секретар Дніпропетровського міського комітету КПУ.
У 1954—1955 роках — завідувач промислового відділу Дніпропетровського обласного комітету КПУ.
У грудні 1955 — лютому 1960 року — секретар Дніпропетровського обласного комітету КПУ із питань промисловості.
Після виходу на пенсії працював старшим науковим співробітником та керівником сектору Всесоюзного науково-дослідного і конструкторсько-технологічного інституту трубної промисловості у місті Дніпропетровську.

## Нагороди
- орден Трудового Червоного Прапора
- два ордени Знак Пошани (23.01.1948,)
- орден Жовтневої Революції (5.11.1975)
- шість медалей